# The American University of Rome
The American University of Rome (comunemente chiamata AUR) è un'università statunitense con sede a Roma. L'AUR è riconosciuta dal Ministero dell'Educazione italiano come un'università americana debitamente autorizzata ad operare in Italia come istituzione straniera di istruzione superiore. Le lauree dell'American University of Rome, accompagnate da una Dichiarazione di Comparabilità o da una Dichiarazione di Valore, sono valide per l'ammissione ai corsi di laurea italiani.
La scuola è stata fondata nel 1969 ed è quindi la più antica università americana a rilasciare lauree a Roma. AUR è situata vicino al centro di Roma, sul Gianicolo, nel quartiere di Trastevere, e ha un totale di circa 600 studenti. La lingua di insegnamento è l'inglese.

## Storia
Nel 1969, il giornalista statunitense David Colin, il fondatore e primo presidente dell'American University di Roma, ha creato per la prima volta a Roma un istituto di istruzione superiore per consentire agli studenti statunitensi che vivono in Italia per proseguire gli studi e incoraggiare gli studenti italiani a impegnarsi nella formazione di tipo statunitense.
Le origini dell'American University of Rome sono rintracciabili alla fine della Seconda Guerra Mondiale, momento storico in cui David Colin, attivo in Italia sia prima dello scoppio della guerra che durante lo stesso periodo bellico, si trasferì definitivamente a Roma. Colin in questo periodo si occupò dello scambio culturale tra gli studenti e i professori statunitensi che visitavano Roma e le loro controparti italiane, servendo da intermediario tra essi. Man mano, con il passar del tempo, i discorsi che teneva a casa sua diventarono più formali e strutturati, evolvendosi in classi e lezioni vere e proprie.  La moglie di Colin, Joan Carpenter, collaborò con il marito nella promozione di questo suo progetto.
In seguito anche George Tesoro, un italiano che nel 1940 era espatriato come atto di protesta contro Mussolini e il suo regime fascista, iniziò a collaborare con Colin. Il progetto continuava a crescere, e l'American University of Rome diventò una realtà formale nel 1969, con l'incorporazione della scuola nel Distretto di Columbia, mantenendo sempre la sua sede accademica a Roma.

### Sviluppo ulteriore
Con la fondazione dell'università, Colin prese il ruolo di primo presidente dell'AUR. Tesoro invece occupò la posizione di presidente del consiglio di amministratori fiduciari fino al 1983,  quando gli subentrò Joseph D. Ventura, allora vicepresidente. Fu sotto la presidenza di Ventura che il consiglio di amministratori fiduciari si assicurò l'autorizzazione di offrire lauree biennali (Associate's degrees) e quadriennali (Bachelor's degrees) statunitensi dall'Accrediting Council for Independent Colleges and Schools (ACICS) del Distretto di Columbia, nel 1986.  Nel 1987, l'amministratrice fiduciaria Dottoressa Margaret Giannini, una professionista nei campi scientifici e della ricerca, diventò presidente del consiglio, posizione che tenne fino al 2003. Nei suoi sedici anni di servizio, la facoltà, il corpo studentesco, il curriculum accademico e i sistemi finanziari ed organizzativi dell'università crebbero notevolmente.  Fu la dottoressa Giannini ad iniziare il processo per il pieno riconoscimento accademico dell'AUR dall'ACICS nel 1992 e fu sempre lei a seminare i principi dell'accreditamento accademico dell'AUR presso la Middle States Commission.
Dopo aver avuto una serie di diverse sedi operative al centro di Roma per quasi venticinque anni, l'American University of Rome si trasferì alla sua sede attuale sul Gianicolo nel 1993.

## Organizzazione e amministrazione
L'American University of Rome è governata da tre enti principali: il consiglio di amministratori fiduciari, il presidente, ed il senato. Il primo è responsabile della supervisione dell'università e della manutenzione accademica e finanziaria dell'istituto, ed è l'ente più alto nella classifica governativa dell'AUR. Tra i suoi compiti ed obblighi vi sono la designazione del Presidente dell'università, e l'approvazione finale dei cambiamenti didattici proposti dal Senato (il corpo organizzativo che idea e altera i provvedimenti didattici dell'università e che include anche un rappresentante del governo studentesco). Il Consiglio è attualmente capeggiato da Thomas McCarthy, ex direttore finanziario di The Cigna Group.
L'attuale presidente dell'American University of Rome è il dottor Scott Sprenger, che assunse questa carica nel luglio del 2021 al posto del presidente, Dr. Richard Hodges. C'è una lunga tradizione del governo studentesco all'American University of Rome, il quale rappresenta, dal 1998, gli interessi degli studenti dell'AUR.
L'AUR fa parte dell'American Association of American International Colleges and Universities (L'Associazione statunitense delle Università e dei Collegi Internazionali) e dell'American Consortium of Academic Libraries (il Consorzio statunitense delle Biblioteche Accademiche).

## Organizzazione accademica

### Didattica
L'American University of Rome è un istituto universitario privato che provvede ad una formazione didattica nelle Arti Liberali. Il rapporto studenti-docenti dell'universita è di circa 16:1, ed il multiculturale corpo studentesco consiste in approssimativamente cinquecento studenti provenienti da più di trenta nazionalità.

### Accreditamento
L'American University of Rome è accreditata negli Stati Uniti presso la Middle States Commission on Higher Education (MSCHE), un'agenzia di accreditamento istituzionale riconosciuta dal Secretary of Education  (Segretario del Dipartimento di Istruzione) e presso il Council for Higher Education (Concilio per l'Istruzione Superiore) statunitensi. È inoltre autorizzata dal Dipartimento dell'Istruzione dello Stato di Delaware a conferire i titoli di studio statunitensi di Master's degree, Bachelor's degree (laurea quadriennale) ed Associate's degree (laurea biennale). L'Università è registrata quale entità legale presso il Tribunale di Roma ed è autorizzata ad operare in Italia dal Ministero dell'Istruzione, dell'Università e della Ricerca.

### Corsi di laurea
L'American University of Rome offre due corsi di Master's, dieci corsi di laurea quadriennali divisi in sedici percorsi o “concentrazioni”, diciotto “lauree minori” che possono essere integrate nel programma didattico di qualsiasi corso di laurea quadriennale, e due corsi di laurea biennali. Il titolo di studio associato con nove dei dieci programmi di studio principali è quello di Bachelor of Arts, mentre il programma di Business Administration offre un titolo di tipo Bachelor of Science in Business Administration. Esperienze di tirocinio sono accessibili agli studenti di tutti i corsi di laurea dell'AUR e offrono esperienze pratiche e inerenti agli interessi accademici e lavorativi degli allievi.
Le facoltà dell'AUR consistono in:
- Archeologia e Studi Classici (Archeology and Classics)
- Economia Aziendale (Business Administration)
- Studi Cinematografici e dei Media Digitali (Film and Digital Media)
- Relazioni Internazionali (International Relations)
- Scienze della Comunicazione (Communication)
- Storia dell'Arte (Art History)
- Italianistica (Italian Studies)
- Studi Interdisciplinari (Interdisciplinary Studies)
- Arte (Fine Arts)
- Studi Religiosi (Religious Studies)

### L'anno accademico
L'anno accademico è diviso in due semestri: autunno (agosto–dicembre) e primavera (febbraio-maggio), con corsi invernali (gennaio) ed estivi (giugno-luglio) facoltativi.

## Campus
Il campus dell'università si trova sul Gianicolo, il colle più alto di Roma, ed offre una panoramica spettacolare della città. La maggior parte degli edifici operativi sono situati in Via Pietro Roselli, adiacenti ad una sezione delle mura aureliane. La sede del programma di Comunicazione si trova in Via Carini, da cui il suo comune soprannome, “The Carini Building” (Il palazzo di Carini). Questa struttura,  è opera dell'architetto italiano Eugenio Abruzzini, progettata su ispirazione di Casa Papanice, opera invece dell'architetto Paolo Portoghesi e dell'ingegner Vittorio Gigliotti sita in via Giuseppe Marchi 1/b a Roma.
Il campus include due giardini; uno è situato al centro dei palazzi “A” e “B” di Via Pietro Roselli, mentre l'altro appartiene alla biblioteca universitaria, la “Evans Hall Library”.  Il palazzo “A”, quello di Carini e l'Evans Hall Library dispongono di laboratori di informatica, e sono forniti di zone Wi-Fi che si estendono anche ai giardini ed ai terrazzi del campus.

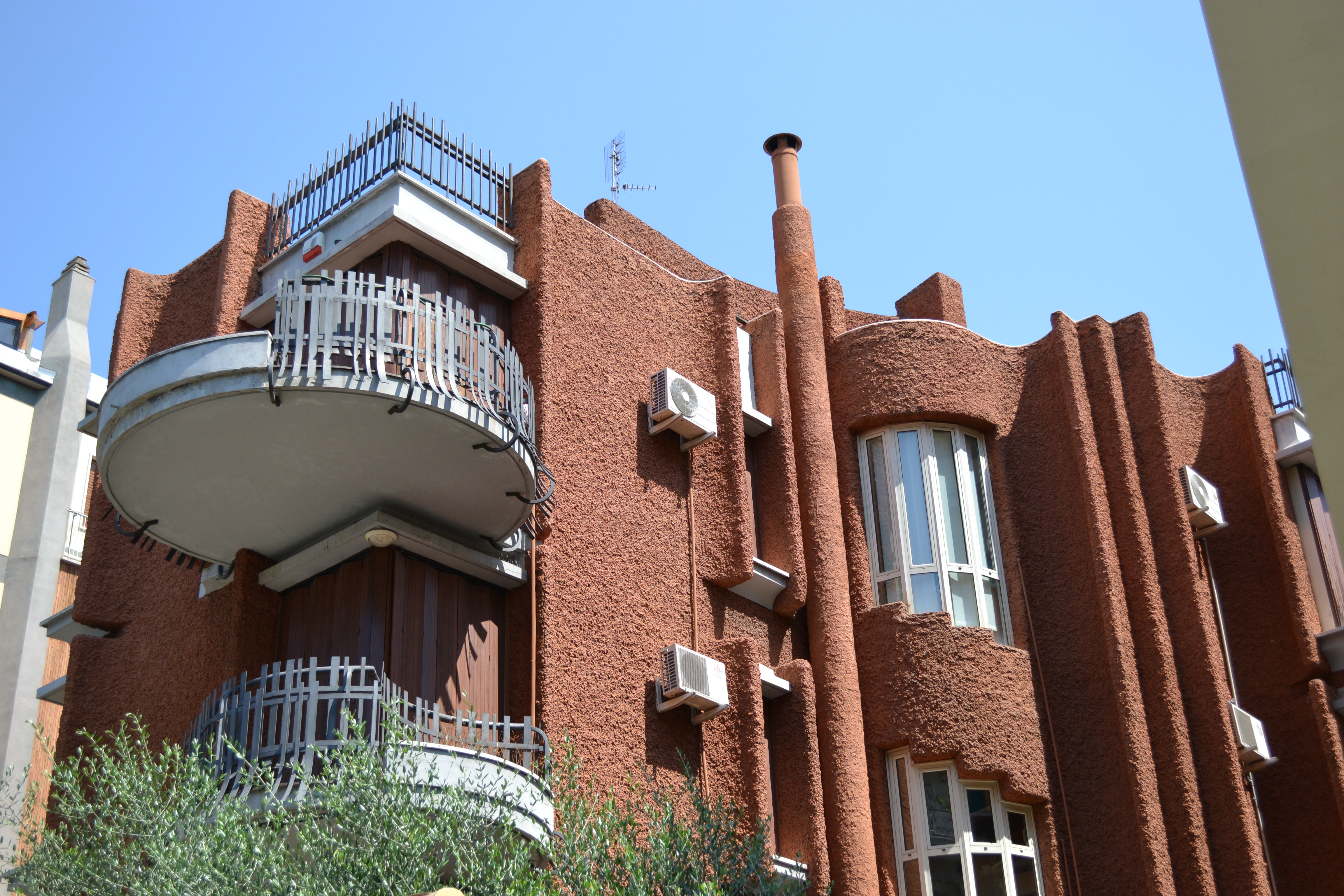
La palazzina, che ospita uffici dell'American University of Rome, è stata progettata da Eugenio Abruzzini su ispirazione di Casa Papanice opera invece di Paolo Portoghesi e Vittorio Gigliotti
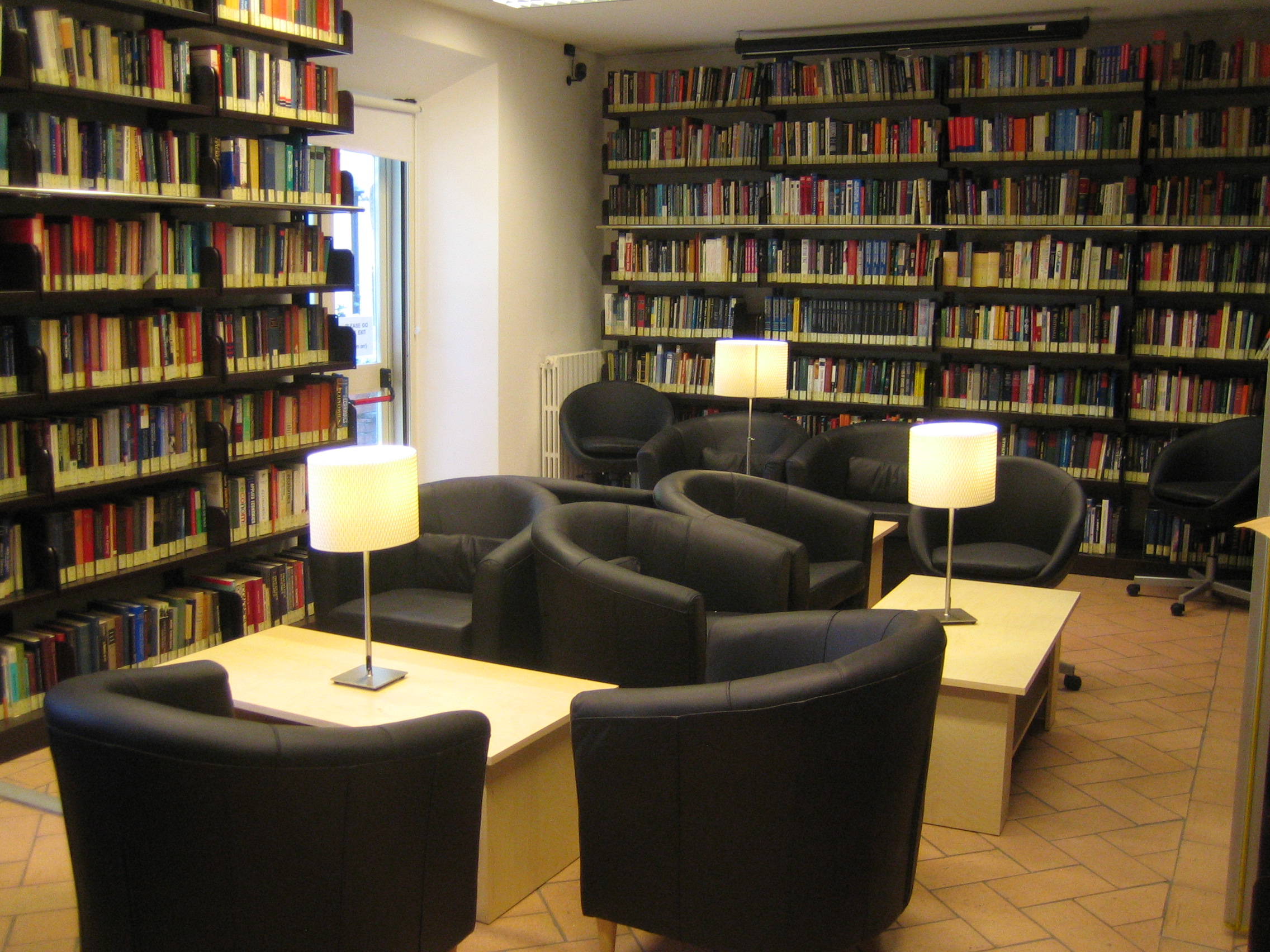
Interno della Evans Hall Library.
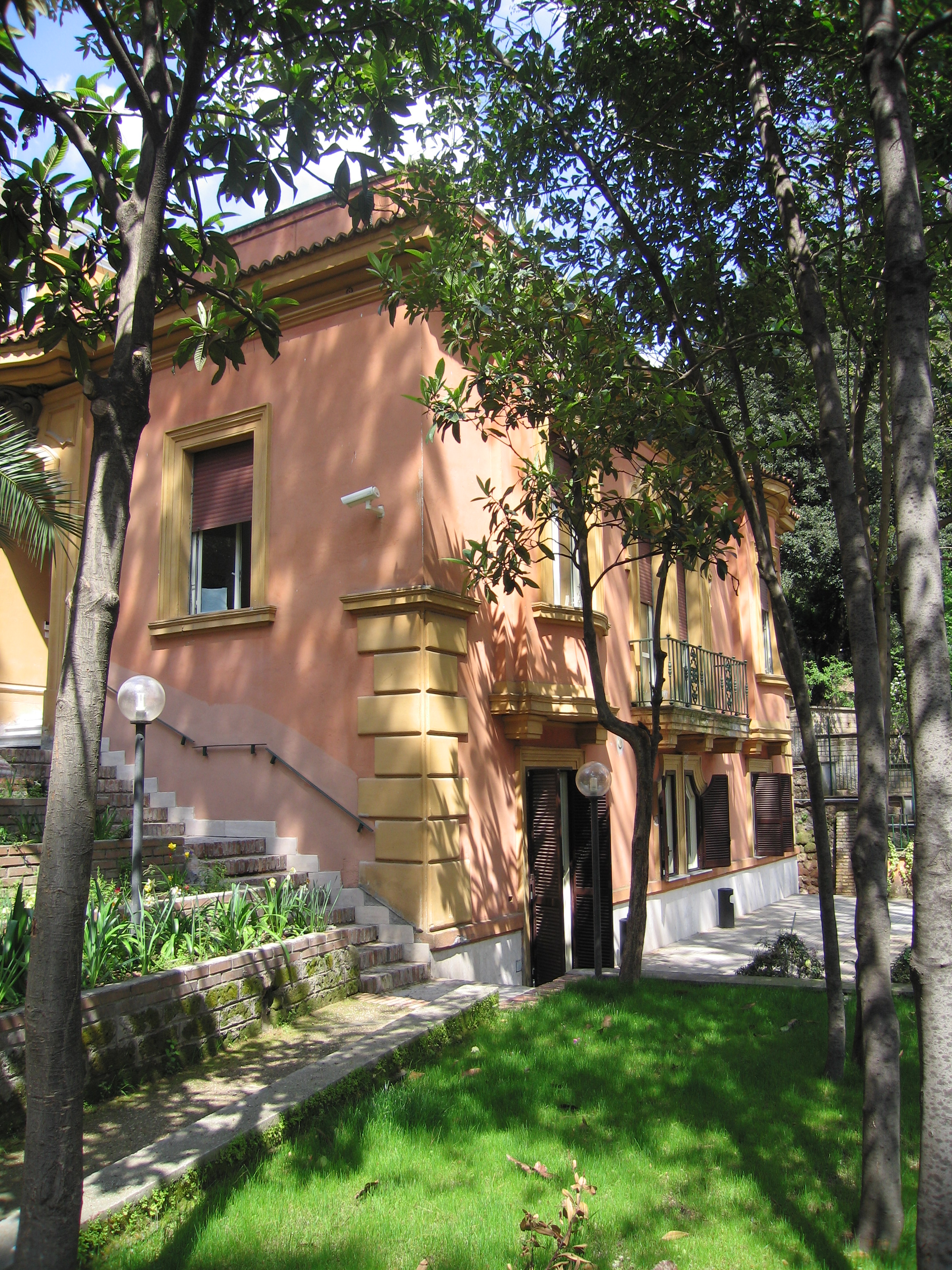
L'Evans Hall Library dell'American University of Rome.
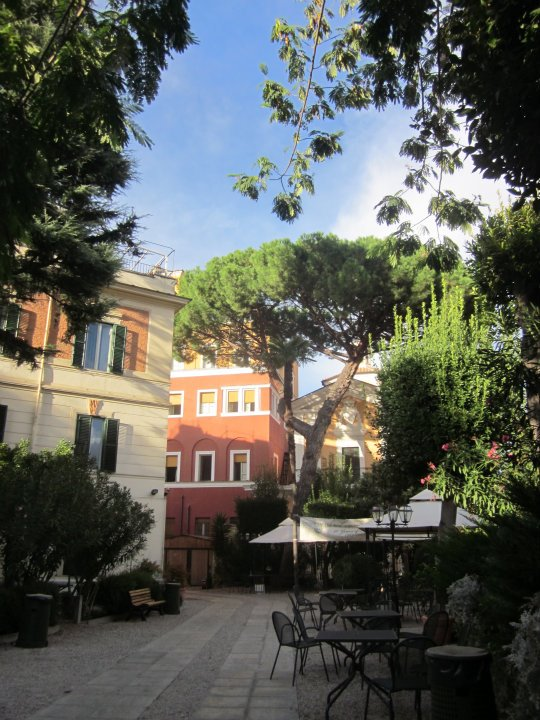
Il giardino dell'American University of Rome

## Vita studentesca
La comunità universitaria pubblica annualmente Remus, un giornale letterario che raccoglie opere letterarie e di arti visive prodotte dagli studenti dell'AUR. Un giornale studentesco mensile, intitolato “The Howler” (colui che ulula/urla) è ora in circolazione. Gli studenti dell'AUR gestiscono diverse organizzazioni studentesche, incluso il governo studentesco, e portano avanti anche una serie variegata di club, tra i quali quello di Impresa e Commercio, quello di Comunicazione, quello di Cultura e quello di Relazioni Internazionali. Quest'ultimo organizza anche la delegazione dell'università per l'annuale conferenza simulata delle Nazioni Unite, tenuta all'Università Harvard. Il club di Comunicazione si occupa della “Settimana della Comunicazione” (Communication Week) dell'università, durante la quale vengono messe in mostra le opere creative ed accademiche degli studenti dell'AUR nei campi della comunicazione e dell'inglese.